# Itako (sciamane)

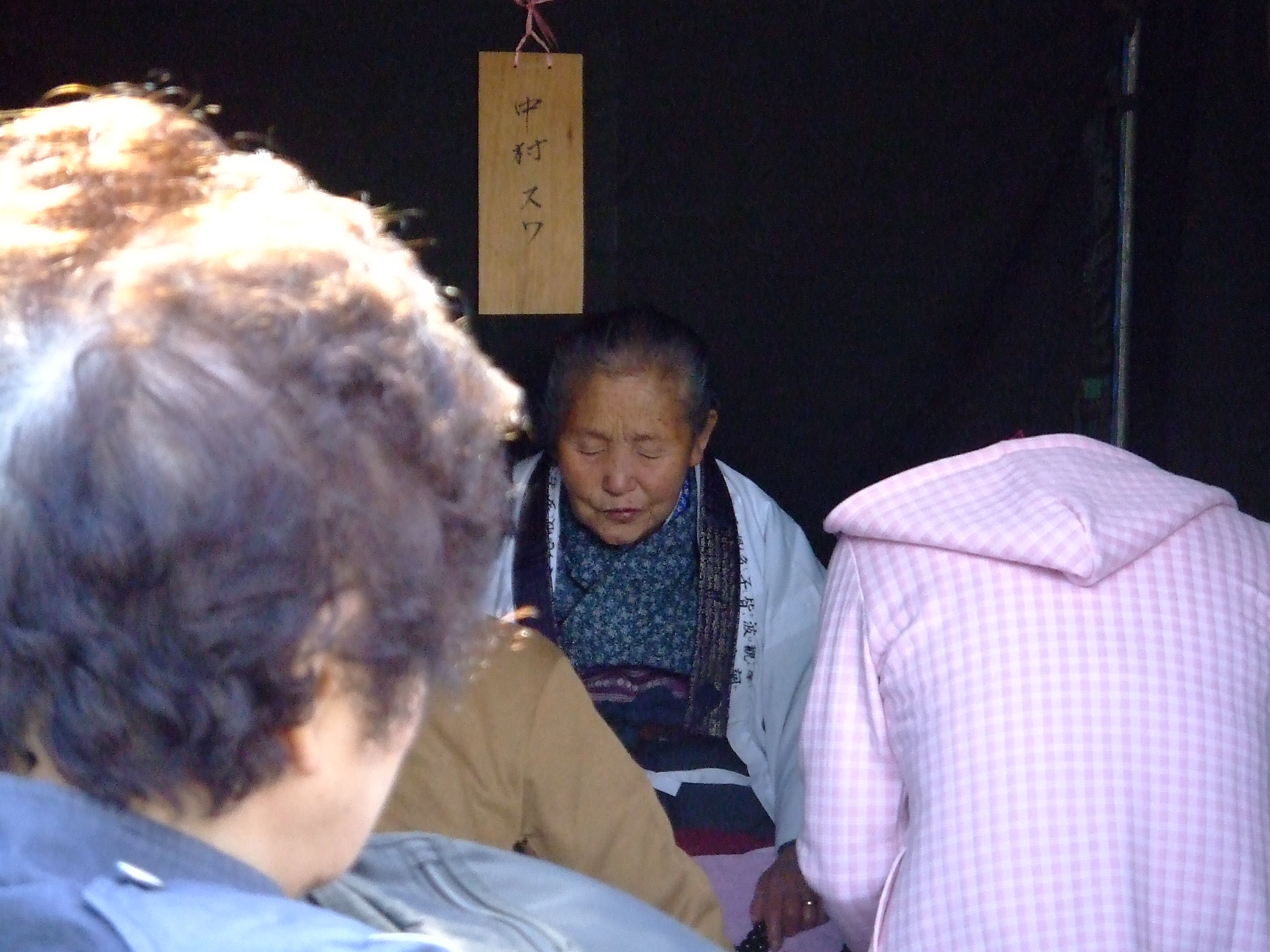
Una itako all'Inako Taisai festival, Monte Osore, prefettura di Aomori

Itako (anche ichiko o ogamisama) è il nome con il quale vengono indicate le sciamane giapponesi del Tohoku, regione situata al nord-est dell'Honshu, la principale isola dell'arcipelago giapponese. Attualmente vengono associate principalmente al Monte Osore nella prefettura di Aomori, sul quale si riuniscono due volte l'anno per celebrare un festival durante il quale, attraverso riti e cerimonie, richiamano gli spiriti dei morti.
Le itako sono donne cieche, e questa caratteristica permetterebbe loro, dopo un lungo ed estenuante percorso di formazione, di entrare in contatto con il mondo dei kami (gli dèi) e dei morti. Molte persone si rivolgevano (e, anche se in minor numero, si rivolgono tuttora) a queste medium per poter comunicare con i defunti o per più generiche pratiche divinatorie.  Sebbene appartengano in teoria al vasto universo della tradizione Shinto, le loro pratiche sono state largamente influenzate dal Buddismo.
Secondo alcuni studiosi, le itako si differenziano dalle miko, le giovani donne che lavorano presso i templi shintoisti, per due fattori principali: la cecità e la mancanza - durante i loro riti - di una vera e propria possessione fisica da parte dello spirito. Per questo motivo, essi non le considerano "sciamane" nel senso proprio del termine.

## Storia
Le fonti più antiche che descrivono rituali sciamanici sono il Kojiki e il Nihongi, le prime due grandi opere "storiche" del Giappone che furono redatte, rispettivamente, nel 712 d.C. e nel 720 d.C. Queste due opere si riferiscono ad un'epoca di molto precedente alla comparsa della più recente itako e raccontano delle origini della figura della miko e delle sue pratiche ascetiche, come si può leggere nel mito di Ame no Uzume.
La tradizione delle itako del nord-est del Giappone è nota da relativamente poco tempo, e la sua connessione con le più antiche pratiche sciamaniche non è chiara. Il termine ita, usato in riferimento alle sciamane, compare per la prima volta nel Man'yōshū, la più antica raccolta di poesie giapponese. Si ritrova in seguito in alcune poesie dell'XI e del XII secolo e in alcune storie del XIII e XIV secolo, come attributo del nome di alcune miko delle montagne del Kumano. Un'ipotesi è che le itako siano eredi delle bikuni del periodo Kamakura (1185-1333), spesso mogli o parenti degli yamabushi di Kumano, che seguivano gli uomini nelle loro peregrinazioni sulle montagne. Le bikuni avrebbero fatto proprie molte pratiche appartenute all'antica figura della miko, fra cui l'attività di medium per comunicare i messaggi degli dèi e degli spiriti del morti. Alcuni pellegrini si sarebbero poi stabiliti delle regioni del nord-est, dando forse origine a questa tradizione. Per un lungo periodo di tempo gli studi sull'argomento sono stati piuttosto scarsi e poco approfonditi, soprattutto per il ruolo marginale assegnato a queste figure, particolarmente nel periodo Meiji (1868-1912), quando le pratiche sciamaniche in genere vennero bollate come "superstizione" e messe al bando.
È molto probabile che fin dalle origini fosse la loro condizione di cecità a caratterizzarle come sciamane. All'epoca infatti non vi erano possibilità di integrazione sociale per le persone non vedenti. Non potendo svolgere attività manuali, né essere istruite, venivano iniziate all'unica professione ritenuta idonea, quella di "veggente". Le spese per la loro formazione erano piuttosto onerose per le famiglie; in alcuni casi il villaggio di appartenenza le aiutava con una sorta di raccolta fondi chiamata zaru mawashi (letteralmente, "passaggio del cestino"). Questa pratica consisteva nel chiedere una piccola somma di denaro ai membri di una comunità (o villaggio) per permettere alla famiglia della futura itako di pagare per il suo apprendistato, in modo da non farla diventare un peso inutile per la società. Una volta avviata l'attività in proprio, nel caso avesse avuto successo, la necromante avrebbe restituito i soldi che le erano stati prestati, ripagando così il suo debito. All'epoca, infatti, era molto importante che ogni individuo avesse una sua utilità e non fosse lasciato ad oziare, e questa via era l'unica perseguibile per le ragazze non vedenti, al fine di essere riconosciute e accettate dalla propria comunità.
Dal punto di vista sociale, almeno per tutto il periodo Edo (1603-1868), le itako rimasero relegate ai margini, in quanto considerate parte degli hinin (i cosiddetti "fuori casta"), la classe formata da coloro che svolgevano occupazioni "impure", ovvero che avevano a che fare con pratiche e argomenti considerati tabù (come, ad esempio, tutto ciò che riguardava la morte).
Dall'epoca Meiji in poi, la loro posizione peggiorò ulteriormente. Poiché in quel periodo si pose l'accento sulla modernizzazione in senso "occidentale" del Giappone, le pratiche divinatorie cominciarono ad essere disprezzate, e le sciamane vennero ostracizzate, se non addirittura arrestate e perseguitate. Questo processo non colpì in maniera consistente le itako del Tohoku, tuttavia contribuì a formare un nuovo sentimento sociale che portò a non riconoscere più questa professione come un'occupazione accettabile: le loro attività cominciarono quindi a perdere di credibilità e a declinare. Inoltre, grazie ai sempre più avanzati metodi di insegnamento per le persone non vedenti, le ragazze che si rivolgevano alle itako per diventare loro apprendiste cominciarono a calare considerevolmente.
Attualmente, secondo recenti ricerche, ne rimarrebbe circa una decina in tutta l'area.

## Formazione e iniziazione
Il percorso di formazione che porta all'indipendenza professionale e quindi all'ingresso in società della itako ha una durata di circa tre anni e si suddivide in tre momenti principali: apprendistato, iniziazione e indipendenza. Questi tre stadi possono essere simbolicamente interpretati anche come fasi di separazione, marginalità e reincorporazione.
Il processo inizia con l'accettazione dell'apprendista itako, di solito di età molto giovane, da parte di una necromante professionista. Il corso iniziatorio viene generalmente avviato prima del menarca; si ritiene infatti che nel periodo precedente alla comparsa delle prime mestruazioni, per la ragazza risulti più semplice memorizzare i testi, e per il kami possederla. La futura itako lascia la casa famigliare tagliando i rapporti con i genitori, e viene accolta dalla Maestra, con la quale stabilisce una sorta di legame madre-figlia, esemplificato dall'appellativo shishō kaasama ("madre maestra") con il quale la giovane comincia a rivolgersi a lei.
Durante i primi anni di apprendistato, la giovane impara a memoria i testi sacri, principalmente sutra buddisti e incantesimi rituali della tradizione shintoista. Passa ore a recitarli in modo da memorizzarli il più velocemente possibile. Inoltre, aiuta la Maestra con i lavori di casa e si sottopone ad abduzioni con acqua ghiacciata, anche durante l'inverno (allenamento invernale).
Prima del rito di iniziazione (kamistuke), la neofita trascorre un periodo di cento giorni di intensa preghiera, di cui le ultime tre settimane sono considerate le più importanti. In questi ultimi ventuno giorni comincia infatti la fase del digiuno, che consiste nell'eliminazione progressiva di sale, cibi cotti e grano. La giovane (d'ora in poi chiamata gyōja, ovvero "praticante ascetica") viene rinchiusa in una capanna o in una stanza della casa della Maestra, senza poter avere accesso a fonti di luce o di calore né a qualunque tipo di contatto con il mondo esterno. Passa il proprio tempo a recitare le preghiere imparate durante l'apprendistato e a sottoporsi a bagni di acqua fredda, e non le è consentito dormire per più di qualche ora. In questo modo la gyōja si separa dal mondo dei viventi entrando nella dimensione dell'aldilà, e si libera dalle impurità (fase di separazione).
La cerimonia di iniziazione si tiene nell'ultimo giorno di digiuno, e rappresenta il passaggio della giovane ragazza non vedente dall'infanzia all'età adulta, e quindi la sua accettazione come vero e proprio membro della comunità locale.
Nel giorno del kamitsuke viene appesa una bandiera bianca fuori dalla casa della Maestra ad annunciare la cerimonia imminente. La neofita effettua un ultimo bagno di acqua fredda. Le vengono fatti indossare una sottoveste, dei guanti e delle calze bianche, e talvolta ha anche un pezzo di stoffa bianca a coprirle il viso e il capo. In poche parole, veste il tipico corredo funebre, a simboleggiare la sua separazione definitiva con il mondo dei viventi e il suo ingresso in quello degli spiriti (fase di marginalità). Una volta entrata nella sala della cerimonia, viene circondata da vari ogamisama e bosama (asceti di sesso maschile), mentre la Maestra si posiziona alle sue spalle e la tiene tra le braccia, in una sorta di rappresentazione del grembo materno. In questo modo, lo spazio del kamitsuke si configura come un luogo di morte e rinascita.
Gli asceti presenti recitano sutra e formule rituali e suonano alcuni dei "sette strumenti" tradizionali (come la catalpa, lo shakujō, vari tipi di gong e campanelle, i tamburi ecc...) trasformando così lo spazio della cerimonia in uno spazio sacro, mentre la neofita si concentra sulla preghiera e si avvicina alla sua prima possessione.
La possessione, e la corrispondente enunciazione del nome della divinità (tsukigamisama), può avvenire in due modi distinti; in un caso, la gyōja comincia a perdere conoscenza e si accascia all'indietro tra le braccia della Madre. Le viene quindi chiesto il nome della divinità che l'ha posseduta, e lei lo pronuncia appena prima di svenire. Nel secondo caso, le vengono posti davanti dei pezzetti di carta (ofuda) con sopra scritti i nomi di diverse divinità. La gyōja brandisce un bonden (bastone sacro lungo circa quattro metri) e lo passa sulle figurine: quella che vi rimane attaccata rappresenta la divinità che la possiede. Queste due modalità vengono definite di tipo "orale" e "ad emblema". Dopodiché, l'ormai neo-sciamana perde conoscenza definitivamente, in uno stato chiamato hodenashi, e viene lasciata cadere dalla Maestra, che fino a quel momento l'aveva sostenuta, in una sorta di richiamo del momento del parto. La ragazzina cieca rinasce ora come itako (fase di reincorporazione).
Dopo aver ripreso conoscenza, viene dotata degli strumenti tipici della sua professione, come il rosario e l'oshirasama (due pupazzi raffiguranti un cavallo e una donna, derivati dal mito di Tamaya-gozen). Viene poi eseguito il chie hirome, ovvero il rito attraverso il quale le viene assegnato un nuovo nome ("nome della saggezza"), raggiungendo infine il pieno status di ogamisama.
Una volta conclusosi il kamitsuke viene organizzata una grande festa per celebrare il successo dell'iniziazione. La nuova necromante viene vestita da sposa, i suoi denti tinti di nero, e vengono eseguiti rituali matrimoniali come il sansan-kudo (che consiste nel sorseggiare per tre volte il sake), a simboleggiare l'unione tra la itako e la sua divinità protettrice. Potrà comunque sposarsi in futuro, ma non sarà necessario tenere una vera e propria cerimonia, perché quella più importante è già avvenuta.
A questo punto la ragazza viene riconosciuta come un effettivo membro della società. Dopo aver osservato ulteriori giorni rituali di raccoglimento successivi al kamitsuke, rimane al servizio della Maestra ancora per un periodo variabile di tempo, in modo da ripagarla delle spese per l'apprendistato. In seguito comincia finalmente a praticare la propria professione in modo indipendente.

## Rituali e preghiere
Nell'antichità, la miko veniva posseduta dalla divinità in seguito a danze e al suono di alcuni strumenti musicali. Tracce di questa tradizione rimangono nella pratica di suonare l'arco di catalpa e di agitare i grani del rosario, mentre non vi è nella tradizione antica alcuna traccia della ripetizione di formule imparate a memoria. Inoltre, nel caso delle itako non sembra avvenire una vera e propria trance durante le sedute, caratteristica che ha spinto molti studiosi a non riconoscerle come vere e proprie sciamane.

### Strumenti
Durante le sedute, la itako ha davanti a sé il gehōbako, una scatola avvolta in un pezzo di stoffa, i cui contenuti dovrebbero essere segreti. È stato tuttavia scoperto che all'interno si trovano oggetti che hanno a che vedere con la divinità protettrice della necromante, come piccole figure rappresentanti una coppia e teschi di animali. Inoltre, portano sulla schiena un lungo tubo laccato contenente il certificato di iniziazione e un talismano della divinità protettrice. Altro strumento fondamentale è il rosario, che include piccole ossa di animali (di sesso maschile e femminile) alternate ai grani, e un medaglione che, se aperto, mostra nuovamente la raffigurazione di una coppia. A volte, al posto del rosario viene utilizzato l'arco di catalpa, del quale si suona la corda. Conclude il corredo l'oshirasama.

### Kamioroshi
I compiti delle itako sono principalmente due: richiamare gli dèi (kamioroshi) e richiamare i fantasmi (hotokeoroshi o kuchiyose). Poiché i kami e i morti fanno parte della stessa dimensione dell'aldilà, i rituali per richiamare gli uni o gli altri sono molto simili, anche se differiscono negli scopi. In ogni caso, la cerimonia divinatoria deve cominciare con l'invocazione delle divinità, affinché discendano sul mondo terreno. Viene preparato un altare con delle offerte, solitamente di cibo, e nominati uno ad uno diversi kami, Buddha e Bodhisatva, a volte secondo un ordine preciso, altre volte inintelligibile. Dopo ogni nome viene ripetuta la formula "shōji mairase mōsu" ("invito umilmente a venire"). Molto probabilmente la cerimonia si concludeva originariamente con la recitazione di una formula per allontanare gli dèi (kamiokuri), ma è possibile che sia andata perduta o che sia confluita in quella usata per mandare via i fantasmi (hotokeokuri). Questa formula è di fondamentale importanza perché secondo la tradizione religiosa il mondo dei viventi e quello degli spiriti devono necessariamente rimanere separati: una volta scesi, i kami (o i defunti) devono quindi andarsene, in modo da ripristinare l'equilibrio tra i due mondi.

#### Kuchiyose
Questo rito viene celebrato durante un funerale o nell'anniversario della morte del defunto con il quale si vuole entrare in contatto. La itako utilizza l'arco di catalpa (azusayumi), il rosario (juzu), una campanellina (kane) e uno scettro (shakujo) per agire come medium e parlare con la voce degli spiriti dei morti (hotokekuchi). Il rituale può essere suddiviso in cinque passaggi:
1. Purificazione dello spazio divinatorio (ho no musuba): sale e riso vengono sparpagliati nello spazio dove avviene la cerimonia in modo da purificarlo e prepararlo per accogliere lo spirito. Il potere sovrannaturale entra nel corpo della necromante.[9]
2. Richiamo degli dèi (kamiyose): la itako si appella agli dèi affinché le diano la forza per convincere l'anima del defunto a scendere nel mondo terreno.[5][9]
3. Preghiera alla divinità del luogo (hotoke yobi): la sciamana chiede protezione alla divinità del posto dove viene tenuta la cerimonia.[9]
4. Richiamo dello spirito (hotoke oroshi): la itako invoca lo spirito del defunto raccontando la sua vita in una sorta di preghiera cantata chiamata kudoki. A questo punto, lo spirito comincia a parlare tramite la medium. Parla nel dialetto di Tsugaru e pronuncia una serie di parole tabù, rendendo talvolta il messaggio di difficile comprensione.[5][9]
5. Cacciata dello spirito (hotokeokuri): intonazione di canti (saimon) che parlano dell'inferno, di insetti e uccelli al fine di mandare via lo spirito dal mondo terreno e farlo ritornare nell'aldilà.[5][9]

#### Utagura
È una preghiera che invita un particolare kami a parlare attraverso la bocca della itako (kamikuchi). Le preghiere differiscono a seconda della divinità invocata, ma sembra siano pochissime quelle che vengono contattate tramite questo rituale.
I motivi per i quali la divinità viene invocata sono principalmente due: farsi predire come sarà il nuovo anno, in termini di raccolti e di ciò che accadrà alla famiglia nel suo insieme; interrogarla sul futuro e sulla salute di ogni membro della famiglia.
Dapprima viene chiamato e interrogato il dio protettore della casa, poi vengono richiamati e interrogati anche gli altri dèi venerati dai singoli individui.

#### Migitō
È la preghiera specifica per un individuo. Ne esistono di due tipi: il tsukijoroe, che consiste nell'elencazione e nella richiesta di protezione alle divinità corrispondenti ad ogni mese dell'anno, e il nigenjoroe, che chiede la protezione divina attraverso l'elencazione di ogni parte del corpo e delle divinità che le hanno create.

#### Shōgatsuebesu
Anche detto haruebesu, è il rito che celebra l'inizio del nuovo anno che, secondo il vecchio calendario, comincia in primavera (haru in giapponese significa proprio "primavera").
Consiste nell'andare di casa in casa recitando una preghiera le cui parole devono essere di buon auspicio per il nuovo anno, ricevendo in cambio dei doni (spesso riso o, a volte, soldi). Alcune di queste formule sono chiaramente legate alla tradizione buddista, mentre altre derivano da quella autoctona.

#### Oshira-saimon
È una canzone rituale che la itako intona facendo sventolare il torimono (oggetto posseduto da uno spirito o divinità). Racconta la storia d'amore tra Tamaya-gozen e un cavallo chiamato Sedan-kurige. Questo mito assume un'importanza rilevante nella tradizione delle necromanti del Tohoku perché da loro considerato l'origine del significato religioso e primordiale dello sciamanesimo.

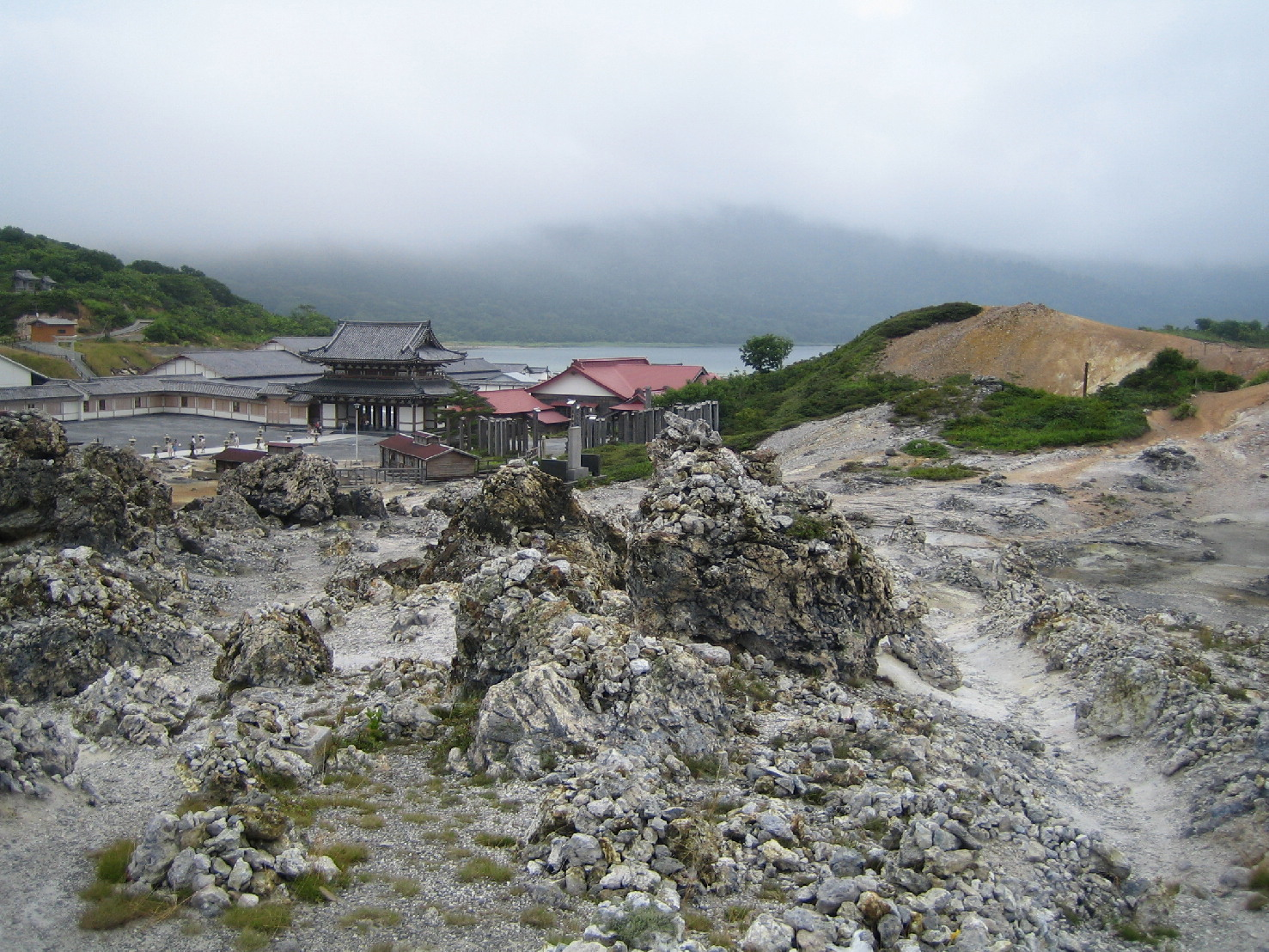
Monte Osore, prefettura di Aomori

## Una pratica in declino
Attualmente, le poche itako rimaste si riuniscono sul Monte Osore durante la festa dell'Obon, giorni in cui tradizionalmente gli spiriti dei morti ritornano (20-24 Luglio). Appartenendo all'universo shintoista, non hanno la licenza per esercitare la professione nei templi buddisti, e quindi si posizionano solitamente fuori dal tempio Entsuji. Inoltre, partecipano al festival estivo di Kawakura Sainokawara (in Nakasato-Kanagi). Nonostante il diffuso scetticismo nei confronti delle loro capacità divinatorie e il disconoscimento da parte di molte associazioni religiose, questi eventi attraggono ancora un gran numero di turisti.
Questa pratica sta attraversando tuttavia una fase di declino che sembra irreversibile. Nel 2009 rimanevano solo una ventina di itako, la più giovane delle quali aveva circa quarant'anni; nel 2016 il numero si è dimezzato.